# VC1540
Die VC1540 ist ein 5,25-Zoll-Diskettenlaufwerk für den Heimcomputer VC20 von Commodore. Zusammen mit diesem bildete sie das erste Computersystem mit Floppy für weniger als 1000 US-Dollar. Die Floppy wurde November 1980 erstmals ausgeliefert. Der damalige deutsche Einführungspreis lag bei DM 1898,00 (ca. EUR 970,00). Der VC 1540 ist die deutsche Version der amerikanischen VIC 1540.
Die 1540 besitzt nur einen Schreib-Lese-Kopf und kann daher Disketten lediglich einseitig beschreiben. Die Kapazität beträgt 166 KB.
Disketten, die als einseitig beschreibbar verkauft wurden, waren auch auf der Rückseite mit einer magnetisierbaren Fläche beschichtet. Man konnte solche Disketten daher falsch herum in das Laufwerk legen und weitere 166 KB beschreiben. Dazu war es allerdings nötig, eine kleine Kerbe in die Diskette zu schneiden, um den Schreibschutz zu deaktivieren. Der Handel verkaufte dafür passende Stanzgeräte, so genannte Diskettenlocher.
Wie die meisten Floppy-Laufwerke von Commodore ist die 1540 ein eigenständiger Computer mit integriertem Commodore DOS.
Die 1540 war der Vorgänger der für den C64 gedachten VC1541. Tatsächlich waren die ersten 1541 (mit der sogenannten „langen Platine“) nichts weiter als 1540 mit geringfügig modifiziertem DOS.
Die 1541 war in der Datenübertragung sogar etwas langsamer als die 1540, weil der C64, aufgrund des direkten Zugriffs seines Grafikchips auf den Hauptspeicher, die Datenrate der für den VC20 gedachten 1540 nicht einhalten konnte. Umgekehrt lief die VC1541 problemlos am VC20. Die Firmware des VC1540-Laufwerkes war fehlerhaft und die Signalübertragung zu schnell für den C64, so dass man nur mit einigen Tricks Daten von diesem Laufwerk auf den C64 bekam.
Als ab 1982 die Nachfrage nach dem C64 explodierte, gab es Lieferengpässe bei der zugehörigen VC1541. Weil noch viele 1540er auf Lager waren, wurden etliche durch EPROM-Wechsel auf den Stand des 1541er-Laufwerks umgebaut. Sie tragen auf dem Gehäuse die Bezeichnung „1540“, sind aber vollwertige 1541er.